# CAPN5
CAPN5‏ (Calpain 5) هوَ بروتين يُشَفر بواسطة جين CAPN5 في الإنسان.